# Hoog Kanje

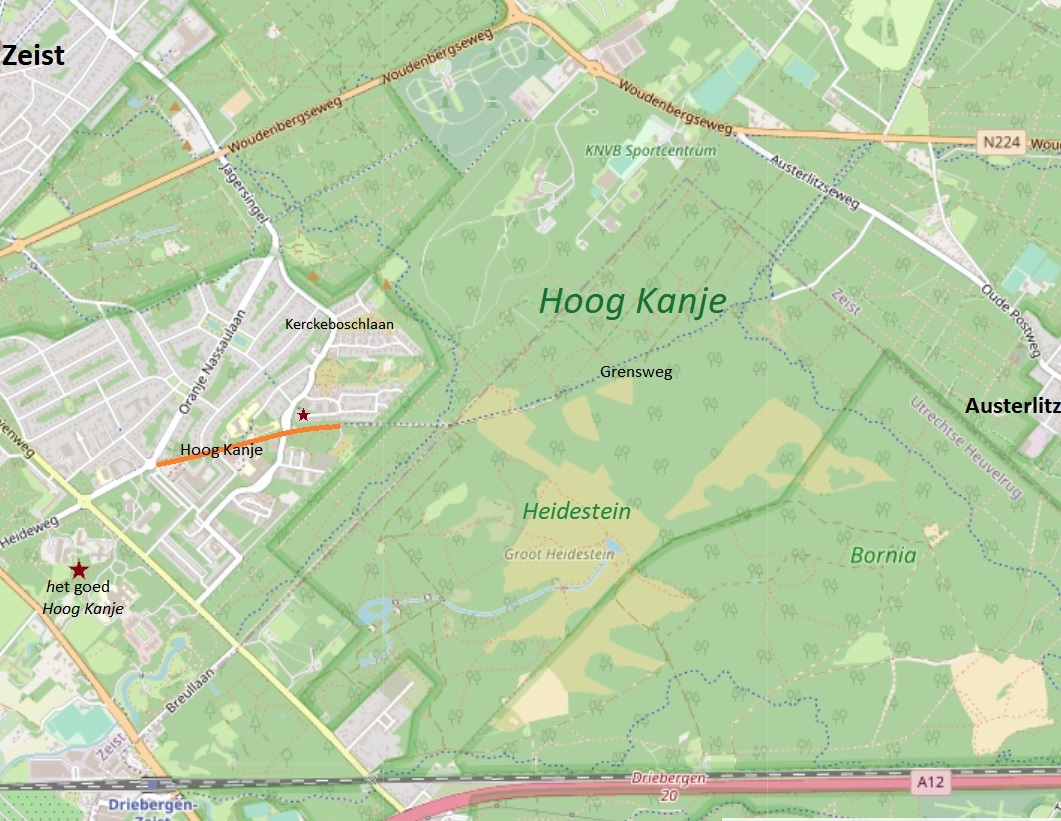
ligging Hoog Kanje

Hoog Kanje is een langgerekt natuurgebied aan de oostzijde van Kerckebosch bij Zeist. Het is een zuidwestelijke uitloper van de staatsboswachterij Austerlitz.
Het gebied bestaat uit een afwisseling van heuveltjes, heuvelpartijen, ruggen en vlakkere stukken. Het is grotendeels begroeid met bos, maar aan de zuidwestkant ligt een heideterrein met oude vliegdennen. 
Aan de noordwestzijde bevindt zich een reliëfrijk duingebied en een gedeelte dat met naald- en loofhout is begroeid. Door het deels open houden kan het bos zich op een natuurlijke wijze verjongen.

## Naam
De straatnaam Hoog Kanje is ontleend aan een oude zandweg, die vanuit het voormalige landgoed Kerckebosch in de richting naar het dorp Austerlitz liep. Een deel van deze weg vormt de zuidoostelijke grens met het landgoed Heidestein. Het zandpad werd in 1972 omgedoopt tot Grensweg.
De naam Hoog Kanje werd voor het eerst genoemd in 1784, nog voor de Franse tijd in Nederland. In een transportakte van 22 april 1784 is sprake van ‘het goed Hoog Kanje’. Dit goed lag tussen de Driebergseweg en de Arnhemse Bovenweg. In het noordwesten werd het goed Hoog Kanje begrensd door Heerewegen en in het zuidoosten door landgoed de De Breul.
De naam heeft waarschijnlijk een Franse oorsprong. Mogelijk verwijst het naar de achternaam Du Cange, of naar de Zuid-Franse stad Cagnes. Deze stad kent de wijken Haute-Cagnes en Bas-Cagnes. Het toponiem ‘Kanje’ komt voor op enkele gebouwen in de gemeente Maarn.
Bij het kruispunt van de weg Hoog Kanje en de Kerckeboschlaan stond een jachtopzichterswoning die bij het goed Hoog Kanje hoorde. Na de sloop van dit ‘Witte Huisje’ in 1959 werd op die plek de rooms-katholieke kerk ‘Christus Verrijzenis’ van de (flat)wijk Kerckebosch gebouwd. Op de plek staan inmiddels woningen.

## Ontstaan van het gebied
Na de ijstijden liet het smeltwater in dit gebied een pakket grindrijke zanden achter. Later werden die op veel plaatsen bedekt met dekzanden. De grindhoudende smeltwaterzanden in Hoog Kanje komen op enkele plekken aan het oppervlak. Door de wind kreeg het oppervlak een golvend reliëf. Na de laatste ijstijd raakte het gebied begroeid met bos dat vooral uit eiken en berken bestond.

### Zand- en heidevlakten
Door het kappen van hout en het begrazen van het gebied verdween het bos en ontstonden kale zandvlakten en heidevegetaties. Op droge plekken ontstond door verstuivingen een grillig reliëf met koepelvormige heuveltjes en plateauachtige hoogten. In Hoog Kanje ontstonden dijkvormige ruggetjes. De heidegebieden bij Zeist werden tot in de 19de eeuw gemeenschappelijk gebruikt als graasgronden en afplaggebieden.

### Bebossing
Na 1800 begonnen enkele grootgrondbezitters met de herbebossing van de heidevelden bij Zeist. Toen Staatsbosbeheer in 1939 de grote landgoederen Wallenburg en Austerlitz aankocht, ontstond de staatsboswachterij Austerlitz. Door Staatsbosbeheer werd in het deelgebied Hoog Kanje een wandelroute van drie kilometer aangelegd.

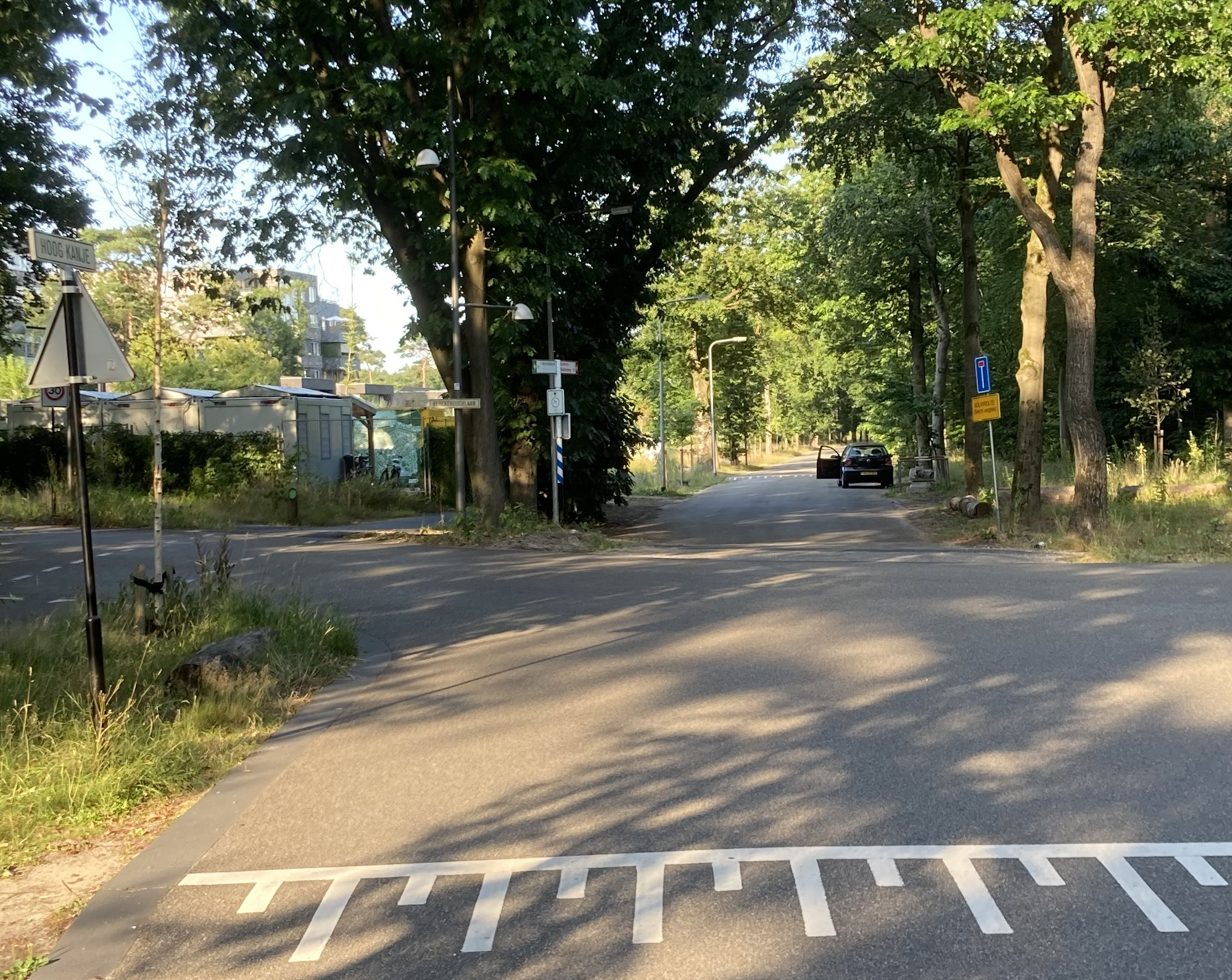
Vanaf de kruising Hoog Kanje-Kerckeboschlaan kijkend in de richting van de Grensweg
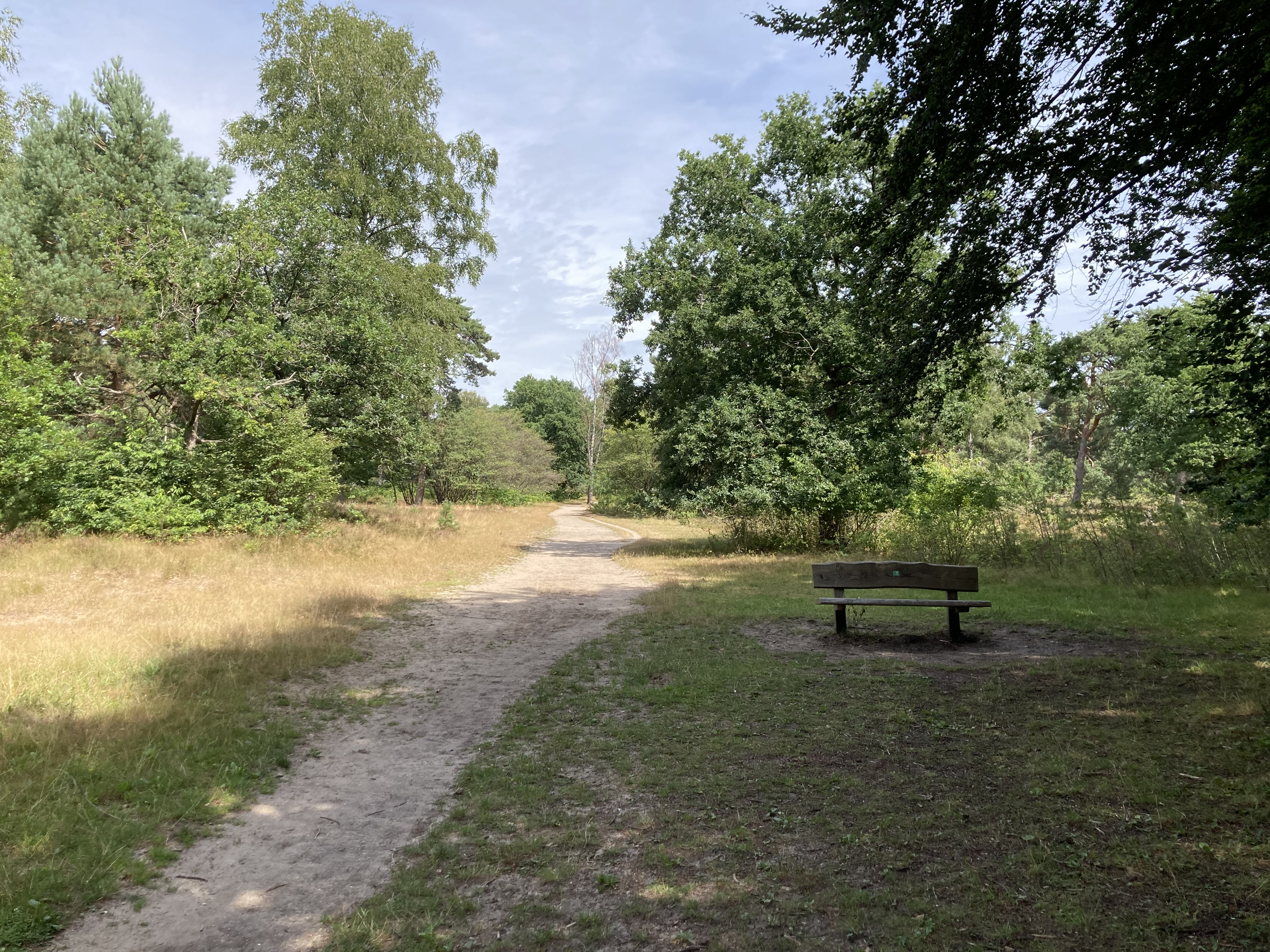
Vanaf de Grensweg
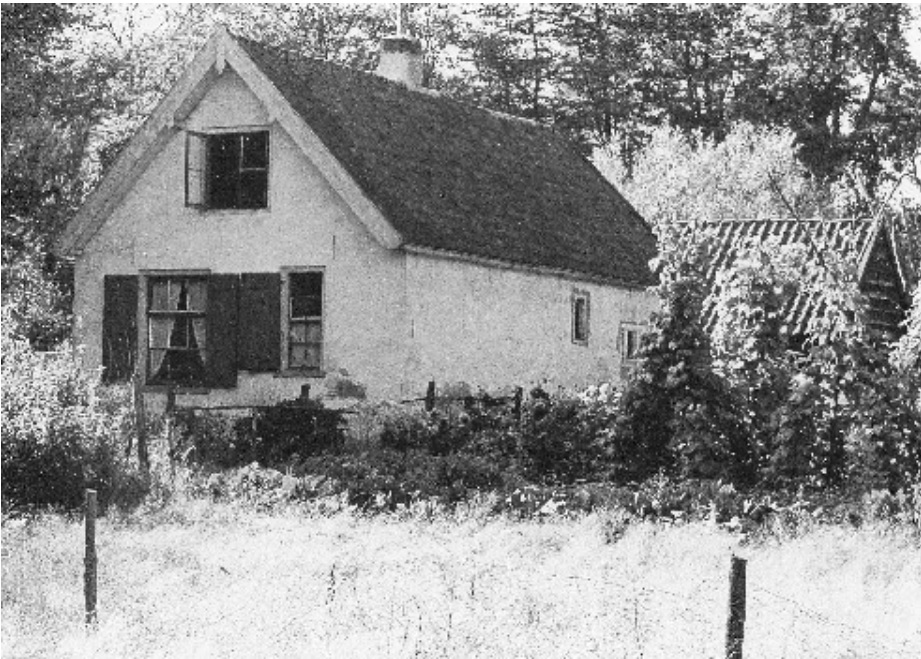
Verdwenen vroegere jachtopzienerswoning